# Miúcha
Heloísa Maria Buarque de Hollanda (Río de Janeiro, 30 de noviembre de 1937-27 de diciembre de 2018), conocida como Miúcha, fue una cantante y compositora brasileña.
Miúcha era hija de Sérgio Buarque de Holanda (1902-1982), importante historiador y periodista brasilero, y Maria Amélia Cesário Alvim (1910-2010), pintora y pianista. Era también hermana del cantante y compositor Chico Buarque, y de las cantantes Ana de Hollanda y Cristina Buarque. Fue madre de la cantante Bebel Gilberto, producto del matrimonio con el cantante João Gilberto.

## Discografía
- The best of two worlds (1976) Columbia LP[2][3]
- Miúcha & Antônio Carlos Jobim (1977) RCA Victor LP[2]
- Tom/Vinicius/Toquinho/Miúcha' - Grabado en vivo en Canecão (1977) Som Livre LP, CD[2]
- Miúcha & Tom Jobim (1979) RCA Victor LP[2]
- Miúcha (1980) RCA Victor LP[2]
- Miúcha (1989) Warner/Continental LP[2]
- Vivendo Vinicius ao vivo Baden Powell, Carlos Lyra, Miúcha e Toquinho (1999) BMG Brasil CD[2]
- Rosa amarela (1999) BMG Brasil CD[2]
- Miúcha.compositores (2002) Biscoito Fino CD[2]
- Miúcha canta Vinicius & Vinicius - Música e letra (2003) Biscoito Fino CD[2]
- Outros Sonhos (2007) Biscoito Fino CD[2]